# عرض شعران (وادي العين)
'

تعديل مصدري - تعديل

عرض شعران هي إحدى قرى عزلة وادي العين بمديرية حورة التابعة لمحافظة حضرموت، بلغ تعداد سكانها 148 نسمة حسب تعداد اليمن لعام 2004.